# Mstislav III van Kiev
Mstislav Romanovitsj de Oude (gestorven: 2 juni 1223) was grootvorst van het Kievse Rijk tussen 1214 en 1223. Daarnaast was hij onder meer ook vorst van Pskov.

## Biografie
Mstislav III was grootvorst van Kiev toen er voor het eerst een leger aan Mongolen in Europa arriveerde. Hij nam deel aan de militaire expeditie om de Mongolen te verdrijven en nam twee van zijn schoonzoons mee op veldtocht. Toen er boodschappers van de Mongolen naar het leger toekwamen, liet hij hen executeren. De Mongoolse generaal Jebe stuurde vervolgens nieuwe boodschappers, ditmaal met een oorlogsverklaring.
Het Roessische leger werd in de Slag aan de Kalka door de Mongolen verslagen. De Mongolen namen Mstislav III en zijn schoonzonen gevangen. Ze werden alle drie door de Mongolen opgerold in een tapijt en onder de vloerdelen van de Mongoolse joerts gelegd. Mstislav III en zijn schoonzonen stierven een bloedeloze dood doordat de Mongolen boven hen op de vloer feest aan het vieren waren.